# Les Cent et Une Nuits
Ne doit pas être confondu avec Les Mille et Une Nuits ou Les Cent et Une Nuits de Simon Cinéma.
Les Cent et Une Nuits (en arabe «ائة ليلة وليلة », soit, en alphabet latin : « Kitâb Fîhi Hadîth Mi'a Layla wa-Layla ») est un livre de littérature arabe. Composé de vingt histoires, ce recueil présente de nombreuses similitudes avec celui plus célèbre des Mille et Une Nuits.

## Historique

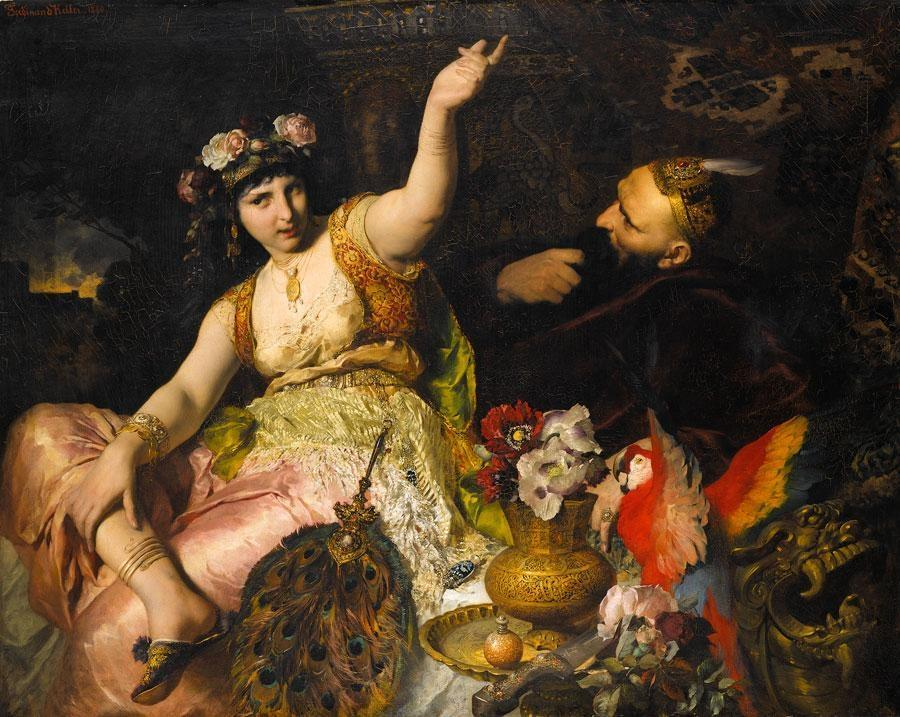
Shéhérazade et le sultan Chariar par Ferdinand Keller, 1880

L'origine de l'œuvre est un mystère. Bien que certains suggèrent la possibilité que les histoires aient leur origine en Perse ou en Inde, elles proviennent du Maghreb ( Afrique du Nord-Ouest), qui, à son tour, selon d'autres auteurs, seraient originaires d'al-Andalus (Ibérie islamique). 
En 2010, l'orientaliste allemande Claudia Ott a découvert le plus ancien manuscrit connu du texte, daté de 1234 ou 1235, qui comprend 85 nuits. 

## Comparaison avecles Mille et Une Nuits
À l'exception du récit-cadre du Conte du roi Chahriar et de son frère le roi Chah Zaman et des autres contes du Cheval d'ébène et des Sept vizirs, également présents dans Les Mille et une nuits et les Cent et une nuits, les histoires sont différentes dans les deux œuvres. Cependant, leurs thèmes et leur structure narrative sont très similaires. Les deux récits ont pour cadre l'immense monde musulman et racontent des histoires de voyageurs intrépides, d'aventures épiques et romantiques, d'énigmes, de désir et des merveilles. Les chercheurs considèrent que les deux recueils de nouvelles se complètent et que leur lecture permet une appréciation plus complète de la littérature populaire arabe médiévale. 
Les Mille et Une Nuits se déroulent principalement dans le monde arabe oriental, tandis que Les Cent et Une Nuits se déroulent dans le monde arabe occidental. Les califes omeyyades sont mentionnés à plusieurs reprises tout au long de la collection. En fait, le calife Abd al-Malik ibn Marwan et ses trois fils jouissent d'un statut similaire dans les Cent et Une Nuits à celui du calife abbasside Hâroun ar-Rachid dans Les Mille et Une Nuits . Selon Claudia Ott, cela est dû au rôle historique joué par les Omeyyades dans l'histoire de l'Andalousie, et l'émirat de Cordoue étant considéré comme la dynastie successeure du califat déchu des Omeyyades à Damas.
Des deux, Les Cent et une Nuits sont considérées comme les plus anciennes, bien que les deux textes aient des histoires compliquées et qu'il soit difficile de l'affirmer avec certitude.

## Traductions
Le livre est apparu pour la première fois en Occident en 1911, lorsque l'arabiste français Maurice Gaudefroy-Demombynes (1862–1957) a publié une traduction française de quatre manuscrits maghrébins,.
Une traduction du manuscrit plus ancien d'Ott en allemand a été publiée en 2012. Le manuscrit lui-même, ainsi qu'une traduction anglaise de Bruce Fudge, ont été publiés par la Bibliothèque de littérature arabe (en) en 2016.